# Schachweltmeisterschaft der Senioren 1994

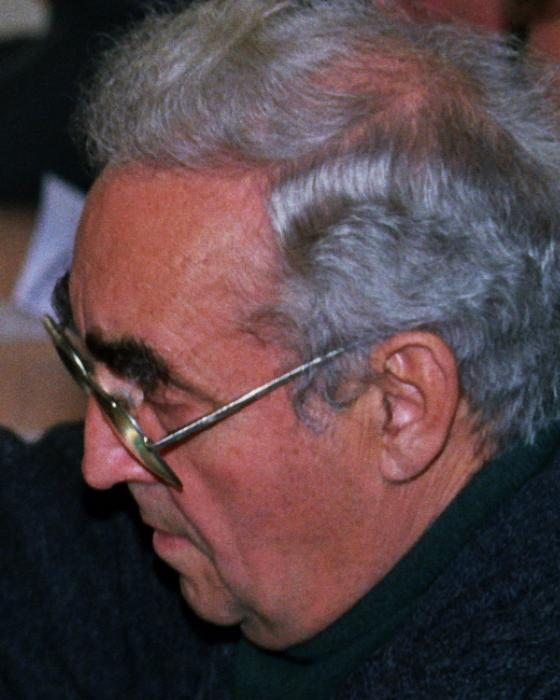
Mark Taimanow, Weltmeister

Die Schachweltmeisterschaft der Senioren 1994 war ein internationales Schachturnier, das vom 23. Juli bis 5. August 1994 in Biel ausgetragen wurde.

## Überblick
Die Seniorenweltmeisterschaft im Schach wurde von der FIDE veranstaltet und während des in der zweiten Julihälfte stattfindenden internationalen Schachfestivals in der Schweiz durchgeführt. 
Die offene Weltmeisterschaft gewann Mark Taimanow. Es nahmen 62 Männer und Frauen teil, wobei jedoch kein getrenntes Turnier für die Damen stattfand, sondern die beste Frau der Meisterschaft erhielt den Titel Weltmeisterin. Dies war Éva Karakas aus Ungarn (Platz 24), beste Deutsche wurde Irene Winter (Platz 42). Erich Krüger war bester Deutscher (Platz 14).

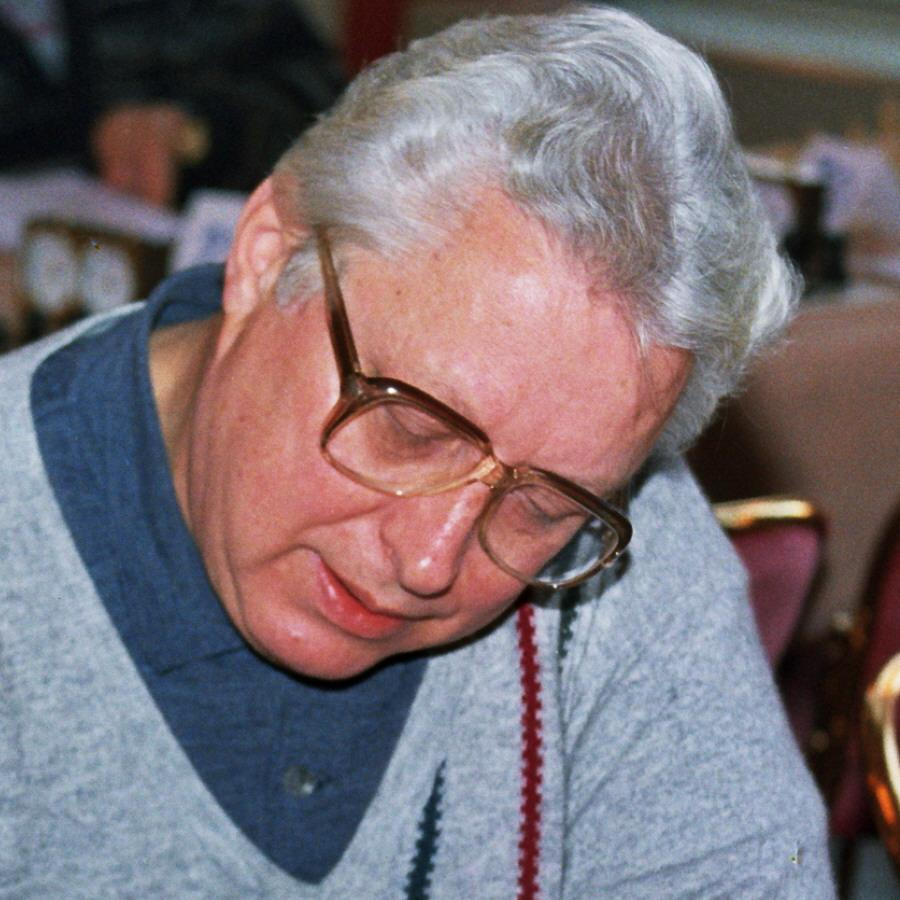
Jewgeni Wasjukow, Zweiter

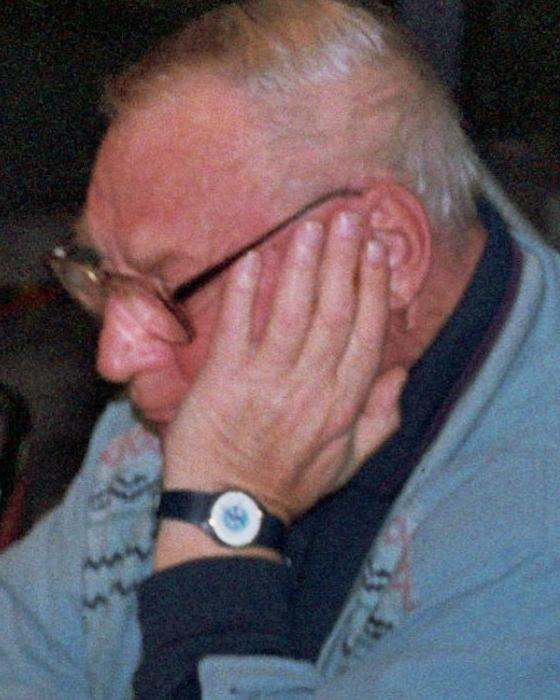
Alexei Suetin, Dritter

## Endstand der offenen Seniorenweltmeisterschaft
| Rg | Teilnehmer           | TWZ  | Land               | Punkte |
| -- | -------------------- | ---- | ------------------ | ------ |
| 1  | Taimanow, Mark       | 2500 | Russland           | 8,5    |
| 2  | Wasjukow, Jewgeni    | 2500 | Russland           | 8,0    |
| 3  | Suetin, Alexei       | 2395 | Russland           | 8,0    |
| 4  | Lein, Anatoli        | 2470 | Vereinigte Staaten | 8,0    |
| 5  | Gurgenidse, Buchuti  | 2390 | Georgien           | 7,5    |
| 6  | Arkhangelsky, Boris  | 2360 | Russland           | 7,5    |
| 7  | Bhend, Edwin         | 2310 | Schweiz            | 7,5    |
| 8  | Semasev, Kim         | 2330 | Lettland           | 7,5    |
| 9  | Schuchowizki, Samuil | 2395 | Russland           | 7,0    |
| 10 | Usachyi, Mark        | 2315 | Ukraine            | 7,0    |
| 11 | Golyak, Isay         | 2345 | Vereinigte Staaten | 7,0    |
| 12 | Bertok, Mario        | 2310 | BR Jugoslawien     | 7,0    |
| 13 | Wade, Robert         | 2290 | England            | 6,5    |
| 14 | Krüger, Erich        | 2090 | Deutschland        | 6,5    |

## Endstand der besten Seniorinnen

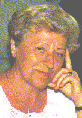
Irene Winter, beste Deutsche

| Rg | Teilnehmer     | TWZ  | Land               | Punkte |
| -- | -------------- | ---- | ------------------ | ------ |
| 24 | Karakas, Éva   | 2055 | Ungarn             | 6,0    |
| 35 | Ritova, Merike | 2040 | Estland            | 5,0    |
| 41 | Olsson, Greta  | 2050 | Vereinigte Staaten | 5,0    |
| 42 | Winter, Irene  | 2010 | Deutschland        | 5,0    |